# Марко Андреев
Марко Андреев Андреев е български военен деец, генерал-майор, участник в Балканската (1912 – 1913), Междусъюзническата (1913) и Първата световна война (1915 – 1918), заемал редица висши командни длъжности през последната.

## Биография
Марко Андреев е роден е на 18 февруари 1870 г. в село Дивдядово, днес квартал на град Шумен. През 1882 г. завършва четвъртокласно училище в Шумен, а през 1885 г. Държавната реална гимназия във Варна. На 27 август 1889 г. постъпва на военна служба (Военно на Негово Княжеско Височество училище), което завършва на 2 август 1892, когато е произведен в чин подпоручик и зачислен в артилерията. През 1896 г. е произведен в чин поручик. През 1900 г. служи в 5–и артилерийски полк и на 2 май 1902 г. е произведен в чин капитан.
През 1905 като капитан в 1-ви артилерийски полк, в който служи от същата година е командирован за обучение в Николаевската генералщабна академия, която завършва през 1908 година. След завършване на академията се завръща в България и на 30 декември 1908 е произведен в чин майор. През 1909 служи като батареен командир в 3–и артилерийски полк, след което от 1909 до 1910 г. е преподавател по тактика във Военното на Негово Величество училище.
На 1 септември 1910 г. майор Андреев служи в 4-ти артилерийски полк. Взема участие в Балканската (1912 – 1913), Междусъюзническата война (1913) като командир на 3–а с. с. батарея от 4–и артилерийски полк. На 14 юли 1913 г. е произведен чин подполковник. След войните в периода юни 1914 – 2 септември 1915 редактира „Военен журнал“ и „Военни известия“ в щаба на армията. На 2 октомври 1914 г. е назначен за председател на Военно-историческата комисия. През 1915 г. временно заема длъжността председател на Военноисторическата комисия.

## Първа световна война (1915 – 1918)
По време на Първата световна война (1915 – 1918) подполковник Андреев служи като началник-щаб на 3-та пехотна балканска дивизия (2 септември 1915 – 30 юни 1916), а от 30 юни 1916 до 30 ноември 1916 командва 32-ри пехотен загорски полк. На 30 ноември 1916 е назначен за началник на Оперативното отделение при Щаба на армията, на която служба е до 16 май 1917. На 14 юли 1917 г. е произведен в чин полковник. По-късно до 23 ноември 1917 е началник на щаба на 4–а пехотна преславска дивизия, след което е назначен за командир 1–ва пехотна бригада от 7–а пехотна рилска дивизия (23 ноември 1917 – 23 септември 1918). Служи и като командир на 3-та бригада от 3-та пехотна балканска дивизия.
В периода 24 октомври 1918 – 1 август 1919 полковник Андреев е началник-щаб на 2-ра военна инспекционна област, като веднага след това е уволнен и преминава в запаса. На 31 декември 1935 е произведен в чин генерал-майор. Като о.з. генерал е назначен за окръжен управител в Шумен.
Генерал-майор Марко Андреев умира през 1954 в София.

## Семейство
Марко Андреев е женен и има 3 деца.

## Военни звания
- Подпоручик (2 август 1892)
- Поручик (1896)
- Капитан (2 май 1902)
- Майор (30 декември 1908)
- Подполковник (14 юли 1913)
- Полковник (16 март 1917)
- Генерал-майор (31 декември 1935)

## Награди
- Военен орден „За храброст“ IV степен 2 клас (1912)
- Военен орден „За храброст“ III степен 2 клас
- Народен орден „За военна заслуга“ III степен с военно отличие
- Орден „За заслуга“ на обикновена лента
- Медал за участие в Балканските войни (1912 – 1913) на зелена лента (1 юни 1937)
- Медал за участие в Европейската война (1915 – 1918) на червена лента (1 юни 1937)